# 635 TCN
635 TCN là một năm trong lịch La Mã.